# Nycticeius aenobarbus
Nycticeius aenobarbus är en omstridd fladdermus. Den räknas sedan en studie av Dilford C. Carter und Patricia G. Dolan (1978) till släktet Nycticeius.

## Taxonomi
Den nederländska zoologen Coenraad Jacob Temminck beskrev arten 1840 i en avhandling om naturen i Amerika vid ekvatorn som Vespertilio aenobarbus, alltså som medlem i ett släkte från Gamla världen. En längre tid listades fyndet som synonym till Myotis albescens. Artens morfologiska och genetiska egenskaper avviker däremot markant. Holotypens fyndplats i Sydamerika är omstridd. Ifall den ligger i gamla världen kan arten vara nära släkt med släktena Scotoecus, Scotorepens och Scoteanax.

## Utseende
Holotypen hade en kroppslängd (huvud och bål) av 37 mm, en svanslängd av 20 mm, ett vingspann av 166 mm och benet i låren var 11 mm långt. Arten är därmed mindre än medlemmar av släktet Pipistrellus från Europa. Djurets långa hår på ovansidan är vid roten svarta och sedan röda. Undersidan är ljusare i samma färg med undantag av vita ställen vid bröstet samt vid könsdelarna. Typiska för huvudet är öronen med avrundade spetsar, en bred tragus och en kort nos. Arten har två framtänder per sida i övre käken och tre per sida i underkäken.

## Utbredning, ekologi och bevarandestatus
Fyndplatsen i Sydamerika är sedan 1978 omstridd. Angående djurets habitat och populationens storlek finns inga uppgifter.
IUCN listar Nycticeius aenobarbus med kunskapsbrist (DD).